# Castillo de Gómara
El castillo de Gómara fue un fortaleza medieval ubicada en la localidad española de igual nombre, en la provincia de Soria.

## Historia
Es tarea difícil identificar los restos de lo que pudo ser una torre de defensa o pequeño castillo. Madoz referencia a Gómara, indica que "fuera de la villa, alrededor de la que se notan vestigios de haber sido amurallada, se encuentran los restos de una fortaleza". Su origen podría encontrarse en una de las numerosas torres de defensa de origen bereber del siglo X-XI que salpican todo el valle del Rituerto y el Campo de Gómara posteriormente reutilizada en un castillo amurallado todo ello hoy desaparecido, como ocurre en Almenar o en otros lugares cercanos. Su altura considerable hace que a la vista quede gran parte del Campo, así como la torre de Torrejalba o el castillo de Castil de Tierra entre otros.
Históricamente sirvió de apoyo a la fortaleza de Peñalcázar, cuando disputaban aragoneses y castellanos. En 1136 Gómara fue concedida al Obispo de Osma por el rey Alfonso VIII de Castilla. Perteneció al obispado hasta 1578 año en el que, siendo obispo don Alfonso Velázquez, el rey Felipe II la incorporó a la Corona, en virtud de bula del Papa Gregorio XIII, dada en Roma en 1574. Permaneció agregada a la corona hasta 1601, fecha en la que, con el título de Conde de Gómara, fue otorgada por Felipe II a don Antonio López del Río, Alférez Mayor de Soria.

## Descripción
De lo que un día fue el castillo de Gómara, hoy tan solo escasos vestigios se aprecian. Los restos de dos cubos, uno de ellos adosado a un pequeño lienzo de la muralla y un pozo o aljibe, es lo poco que queda de aquella fortificación. Una torre defensiva bereber del siglo X-XI, debió ser el núcleo original, al que se le añadirían posteriormente las murallas y el resto de construcciones. Con el tiempo debió alcanzar unas proporciones considerables, siendo considerado por algunos investigadores como un centro neurálgico en la Baja Edad Media, a nivel político y estratégico del Campo de Gómara.